# Pietro Montani
Pietro Montani (Corno Giovine (Llombardia), 31 d'agost, 1895 - Milà, 9 de juliol, 1967), va ser un pianista, compositor i professor de música italià.

## Biografia
Va començar a estudiar música sota la direcció del seu germà gran Pasquale, després va estudiar al Conservatori de Milà, i també va estudiar composició sota la direcció de Vito Frazzi. Fins al 1939 va donar activament concerts com a pianista, al mateix temps el 1920-1932. va dirigir el departament de piano del Conservatori de Florència, i després el 1932-1965. al Conservatori de Milà. A més, el 1945-1946. Va dirigir el departament de música de Radio Florence, 1951-1957. va ser redactor en cap de la revista musical Ricordiana. Des de 1965 fins al final de la seva vida, president de l'Acadèmia Filharmònica de Bolonya.
Autor de nombroses peces per a piano, per "Village Poemetta" (italià: Poemetto campestre) va rebre el Premi Zanella el 1922, per "Studi caratteristici" el 1931, el Premi Cristofori també va destacar el cicle de piano; peces "L'arca di Noè"; 1941). Moltes de les obres de Montani estaven destinades a desenvolupar les habilitats tècniques dels joves pianistes, però juntament amb les tasques didàctiques també tenien un cert contingut musical. De les obres orquestrals de Montani, la "Suite umoresca" va guanyar el concurs de l'Associació de Concerts Simfònics de Palerm l'any 1924 i va ser interpretada en aquella ciutat per una orquestra dirigida per Gino Marinuzzi. El compositor també va escriure un concert per a piano (1940), un concertino (1933) i una fantasia (1935) per a piano i cordes, un concert per a orgue, cordes, dues trompetes i timbals (1938), un concert per a violoncel, cordes, dos trompetes, piano i timbals (1947), obres de cambra, vocals, música d'església.
Germans Montani:
- Pasquale Montani (1885-1971) va estudiar a Pesaro amb Amilcare Zanella, va actuar com a pianista i organista i va ensenyar piano al Conservatori Genovès.
- Giuseppe Montani (1888-1964) es va graduar al Liceu Musical de Bolonya i va treballar com a organista i mestre de cor a Vigevano.
- Oreste Montani (1900–1971) va esdevenir professor de coral a Lodi.